# Wawrzyniec Mikulski

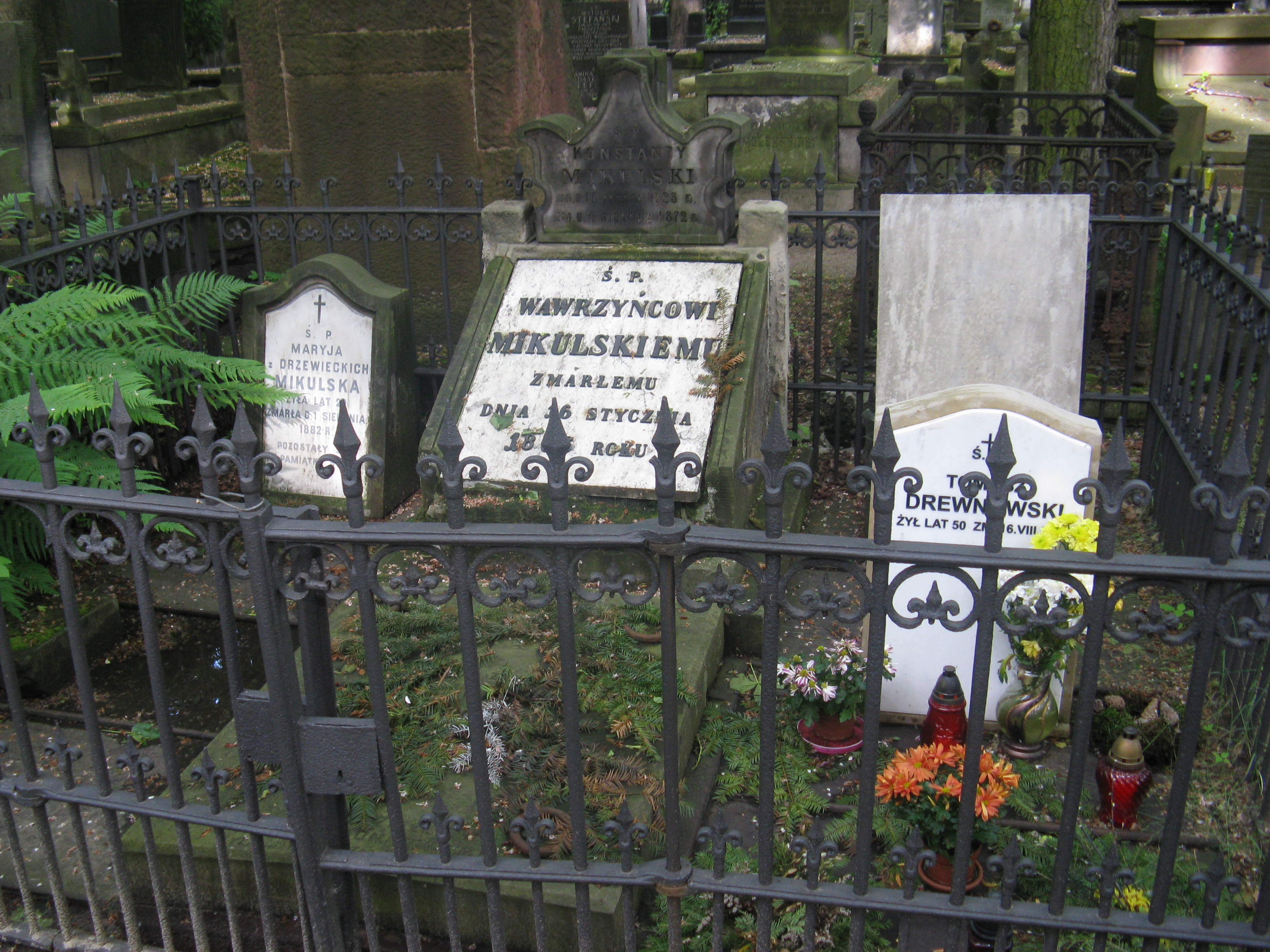
Grób Wawrzyńca Mikulskiego na cmentarzu Powązkowskim

Wawrzyniec (Wawrzeniec) Mikulski herbu Rawicz (ur. 8 sierpnia 1788 w Łowiczu, zm. 16 stycznia 1849 w Warszawie) – XIX-wieczny warszawski kupiec i inwestor.

## Inwestycje
Zamożny obywatel miasta Warszawy, Wawrzyniec Mikulski posiadał w XIX wieku kilka kamienic i działek w mieście, ponadto inwestował w ziemię poza Warszawą. Przykładowo, Mikulski:
- wybudował i był właścicielem kamienicy Mikulskiego przy ulicy Bielańskiej 1 (według projektu Antonia Corazziego) w Warszawie,
- wybudował i był właścicielem kamienicy Mikulskiego przy Nowym Świecie 53 (róg ulicy Wareckiej 2/8),
- wybudował i był właścicielem kamienicy Mikulskiego przy Nowym Świecie 55,
- był właścicielem cegielni i sporego gruntu przy ulicy Belwederskiej na Mokotowie,
- nabył wieś Bartodzieje pod koniec 1830 roku za 73 000 złp[5]. Zgodnie z warunkami umowy zakupu Bartodzejów, Mikulski przejął majątek dopiero w 1832 r., kiedy skończył się okres dzierżawy wsi przez Trępczyńskiego, którego sprowadził do Bartodziej Ludwik Krzywicki. Wawrzyniec Mikulski w 1835 r. odsprzedał wieś za 160 000 złp swojej siostrze Joannie Dobrowolskiej-Rade. W rok później za taką samą kwotę ponownie ją od niej odkupił, a w 1837 r. za połowę tej sumy sprzedał Janowi Kuszewskiemu, dziedzicowi sąsiedniego majątku Lisów.

Mikulski, zajęty prowadzeniem interesów w Warszawie, bardzo rzadko odwiedzał swoje dobra poza nią. Na miejscu przebywał dzierżawca, który prowadził bieżący zarząd nad majątkami.

## Życie rodzinne
Wawrzyniec był synem Franciszka i Jadwigi z Wyleżyńskich. Dwukrotnie się żenił: z Salomeą Jabłońską oraz z Rozalią Osiecką, z którą miał kilkoro dzieci. Bratanicą Rozalii była Balbina Osiecka, żona Antoniego Rogalewicza. 
Wawrzyniec Mikulski został pochowany na warszawskich Starych Powązkach (kwatera 12, rząd 4, miejsca 14–16).